# Portea grandiflora
Portea grandiflora là một loài thực vật có hoa trong họ Bromeliaceae. Loài này được Philcox miêu tả khoa học đầu tiên năm 1992.